# Hárriejávrrie (Arvidsjaurs socken, Lappland, 728014-166652)
Hárriejávrrie är en sjö i Arvidsjaurs kommun i Lappland och ingår i Byskeälvens huvudavrinningsområde.